# Hôtel Normandy
Pour les articles homonymes, voir Normandy.
Pour plus de détails, voir Fiche technique et Distribution.
Hôtel Normandy est une comédie romantique française réalisée par Charles Nemes, sortie en 2013.

## Synopsis
Isabelle et Pénélope se désespèrent qu'Alice, leur amie et collègue, s'obstine à rester seule après son veuvage. Elles lui offrent un week-end à l'Hôtel Normandy de Deauville et une entrée à une biennale d'art contemporain.
Ce qu'elles ne disent pas, c'est qu'elles incluent un homme dans le cadeau, homme qui a mission de la séduire juste pour le week-end (grâce aux informations qu'il a sur les goûts d'Alice) et lui redonner envie de rencontrer des hommes par la suite.
Alice rencontre bien un homme à la biennale, mais c'est un galeriste mélancolique et en tombe amoureuse. Il lui prête pour quelques heures un tableau soi-disant sans valeur, mais coté à 50 000 €, juste pour lui faire plaisir. Elle informe ses amies de cette rencontre romantique. Ces dernières, pensant qu'elle est tombée amoureuse du dragueur, préfèrent lui révéler que cet homme n'est là que pour la nuit et que c'est sans lendemain.
En pleurs, Alice ne va pas au rendez-vous suivant donné par le galeriste, sans lui donner de moyen de la joindre et en gardant le tableau « sans valeur ». Elle part rechercher du réconfort auprès du premier venu, qui n'est autre que le dragueur.
Vont s'ensuivre toute une série de quiproquos, rencontres ratées et recherches de personnes allant même jusqu'à l'intervention de la police croyant avoir affaire à une voleuse de tableau.

## Fiche technique
- Titre : Hôtel Normandy
- Réalisation : Charles Nemes
- Scénario : Jean Paul Bathany et Stéphane Ben Lahcene
- Direction artistique : Patrick Schmitt
- Décors : Yves Brover-Rabinovici
- Costumes : Carine Sarfati
- Photographie : Robert Alazraki
- Son : Jean-Marie Blondel, Patrice Grisolet et Thierry Lebon
- Montage : Véronique Parnet
- Musique : Jean-Claude Petit
- Production : Alain Terzian
- Société de production : Alter Films
- Société de distribution : Studiocanal
- Pays d'origine :  France
- Langue officielle : français
- Format : couleur - Dolby 5.1
- Genre : comédie romantique
- Durée : 97 minutes
- Date de sortie :
  -  Belgique[1],  France : 8 mai 2013

## Distribution
- Éric Elmosnino : Jacques Delboise
- Helena Noguerra : Alice Lecorre
- Ary Abittan : Yvan Carlotti

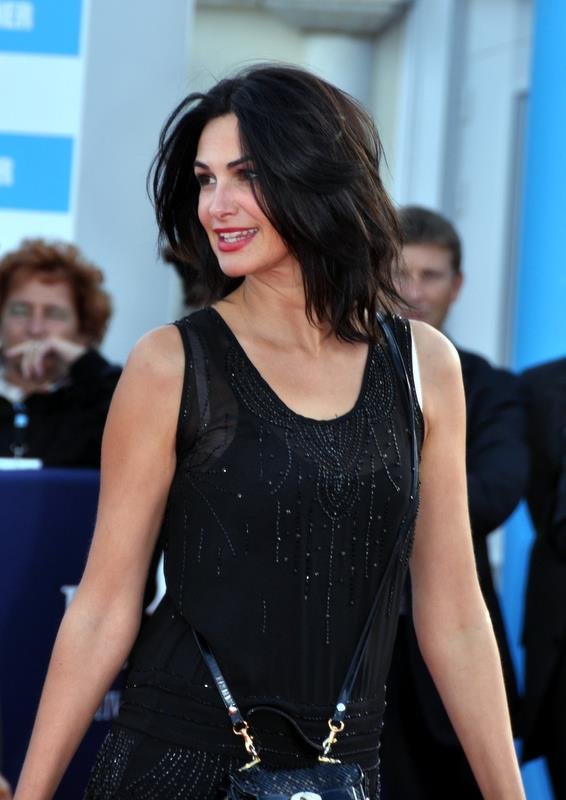
L'actrice principale Helena Noguerra au festival du cinéma américain de Deauville 2012.

- Frédérique Bel : Isabelle de Casteljane
- Anne Girouard : Pénélope Choisy
- Annelise Hesme : Hélène
- Jean-Marie Lamour : Benoît Giraud
- Alice Belaïdi : Sonia Mikalef
- Ben : David Carlotti
- Serge Gisquière : un homme sur la plage
- Yvan Dautin : un réceptionniste
- Rémy Roubakha : un client d'Alice
- Laurent Le Doyen : un client d'Isabelle
- Christelle Chollet : une cliente de Pénélope
- Nicolas Robin : un groom
- Roland Marchisio : le brigadier-chef
- Denis Mathieu : un chauffeur de taxi
- Philippe Landoulsi : un réceptionniste

## Bande originale
La musique originale est entièrement composée par Jean-Claude Petit.
| 1.    | Hôtel Normandy        | Jean-Claude Petit | 2:26 |
| 2.    | Rock At Claudia Sound | Jean-Claude Petit | 1:51 |
| 3.    | La danse d'Alice      | Jean-Claude Petit | 4:10 |
| 4.    | Cuba si               | Jean-Claude Petit | 3:40 |
| 5.    | Seuls                 | Jean-Claude Petit | 2:29 |
| 6.    | Ambiance anniversaire | Jean-Claude Petit | 1:10 |
| 7.    | Le bain moussant      | Jean-Claude Petit | 2:19 |
| 8.    | Piano Bar au Normandy | Jean-Claude Petit | 1:26 |
| 9.    | Le lait fraise        | Jean-Claude Petit | 3:21 |
| 10.   | Le discours           | Jean-Claude Petit | 1:58 |
| 11.   | Générique fin         | Jean-Claude Petit | 4:13 |
| 29:03 |                       |                   |      |

## Production

### Tournage

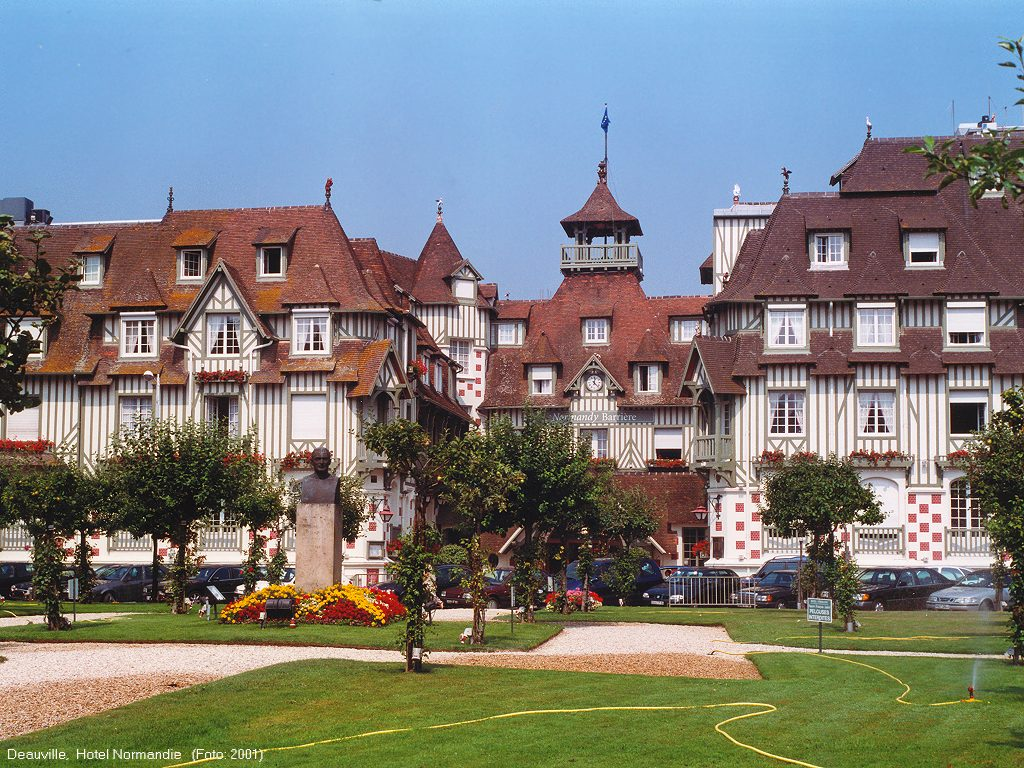
Normandy Barrière, fameux décor pour Hôtel Normandy".

Le tournage débute à Paris pendant quinze jours, en mars 2012. Toute l'équipe monte à Deauville en région Basse-Normandie pour filmer une scène à la gare de Trouville-Deauville avant d'arriver au fameux Normandy Barrière en Normandie dans le Calvados, ainsi que Les Planches, l'hippodrome et le Casino Barrière jusqu'à fin avril 2012. Au moins six cents figurants ont participé dans ce film de même que les employés du groupe Lucien Barrière dans leurs propres rôles.

### Musique
Le compositeur Jean-Claude Petit signe la musique de film pour le réalisateur Charles Nemes avec qui il travaille pour la première fois. La bande originale est sortie le 6 mai 2013 par Universal Music Division Classics Jazz.

## Accueil
Ce film est sorti le 8 mai 2013 en Belgique et en France.